# Агафоновская (Ивановская область)
Агафоновская — опустевшая деревня в Лухском районе Ивановской области. Входит в состав Порздневского сельского поселения.

## География
Находится в восточной части Ивановской области на расстоянии приблизительно 17 км на восток по прямой от районного центра поселка Лух.

## История
В 1872 году здесь (тогда деревня в составе Юрьевецкого уезда Костромской губернии) было учтено 13 дворов, в 1907 году —18.

## Население
Постоянное население составляло 86 человек (1872 год), 79 (1897), 70 (1907), 0 как в 2002 году, так и в 2010.